# Línea Radcliffe

Partición de la India y el Pakistán

La Línea Radcliffe es la divisoria de partición entre la India y Pakistán (y actual Bangladés) que se implementó, con la independencia de estos dos países el 17 de agosto de 1947, en su frontera común.
Su ruta fue determinada por una comisión de límites presidida por Sir Cyril Radcliffe; su tarea era decidir sobre la distribución equitativa de su población y los territorios entre los dos estados, India (de mayoría hindú) y Pakistán (de mayoría musulmana).
Las autoridades le dieron 5 semanas para trazar la frontera; se dice que los mapas que usó estaban desactualizados y los censos inexactos, el último era de 1941. Sir Cyril no había visitado las zonas que limitaría, recién el 8 de julio de 1947, un mes antes de la independencia, visitaría India, pero no los territorios a dividir. El 9 de agosto presentó sus conclusiones al virrey Louis Mountbatten, no haciéndose pública su decisión hasta ocho días después. 
Una vez aplicada la frontera, se estima que 14,5 millones de personas migraron de un país a otro y entre 200.000 y 2 millones murieron en el camino (hambre, enfermedades, suicidios colectivos de mujeres para evitar violaciones y masacres sectarias), además se generaron tensiones religiosas en Bengala y Punjab, que derivaron en conflictos armados entre las naciones.
Los musulmanes del Dominio de Pakistán consideraron que se favoreció a la Unión de la India, ya que se dejó en sus fronteras importantes ciudades con mayoría musulmana como Ajnala (59,46%), Batala (67,16%), Dasua (71,64%), Faridkot (50,2%), Firozpur (46,53% y 55,25% en el teshil), Gurdaspur (51,15%), Jalandhar (59,31%), Kapurthala (57,9%), Ludhiāna (62,87%), Nakodar (49%, en el teshil 59,4%), Patti (73,2%) y Zira (51%, en el teshil 65,3%). Al fin de ceder y proteger las ciudades santas y de peregrinación para el sijismo de Amritsar (47,1%) y Tarn Taran (42,2%).
La India respondió que ciudades de mayoría hindú y sij como Daca (61%), Karachi (50%), Hyderabad (72%), Larkana (71%), Lyallpur (63%), Montgomery (59%), Rawalpindi (51%), Shikarpur (65%) o Sukkur (70%) quedaron en manos pakistaníes. Todas ellas rodeadas de amplias zonas rurales mayoritariamente musulmanas. 
Años más tarde, Sir Cyril contó que originalmente la ciudad de Lahore (64,4% de musulmanes, 26,7% de hindús, 5,1% de sijs y 3,2% de cristianos) iba a ser de la India debido a que la industria, el comercio y la tierra eran propiedad de hindús y sijes, pero finalmente decidió dejarla en el lado pakistaní de la frontera ya que según él (Pakistán). "No tendría ninguna ciudad grande, y ya había reservado Calcuta (73% de hindús y 23% de musulmanes) a India". Una vez anunciada su decisión a mediados de agosto, los barrios antiguos, comerciales y céntricos de la ciudad ya habían sido destruidos en los disturbios comunales.